# Pèptid senyal
Un pèptid senyal són 5 a 30 aminoàcids que estan col·locats en un ordre particular i que són els primers que apareixen quan s'està sintetitzant la cadena polipeptídica. El pèptid senyal decideix sobre el destí, la ruta de transport i l'eficiència de secreció d'una proteïna.